# 名古屋市電高岳延長線
高岳延長線（たかおかえんちょうせん）は、かつて愛知県名古屋市に存在した、名古屋市電の路線（路面電車）の一つである。同市中区にあった東新町停留場と鶴舞公園停留場を結んでいた。
空港線上を南北に走る路線の一つ。名古屋市電気局（後の交通局）によって1923年（大正12年）に開業、1972年（昭和47年）に廃止された。

## 路線概況
全長は1.477キロメートル（1962年3月末時点）。全線が複線かつ併用軌道であり、名古屋市道堀田高岳線（空港線）上を走行した。
起点の東新町停留場は、空港線と愛知県道60号（広小路通）が交差する東新町交差点にあった。ここは3本の市電路線が集まる地点であり、東西の広小路通上に栄町線が存在し、南北方向の空港線には北へ向かって高岳線が、南へ向かってこの高岳延長線がそれぞれ伸びていた。従って交差点には栄町線と高岳線・高岳延長線の平面交差が形成されていた。東新町の一帯は繁華街栄の東に位置し、中部電力本店や名古屋市交通局本庁舎（1954 - 1966年）などが集まるビル街、また「女子大小路」で知られるネオン街の地である。
東新町より空港線を南下した先、若宮大通との交差点には丸田町停留場が存在した。戦前は、ここで市電千早線と交差していた。
空港線と市道葵町線、市道大池通（大須通）など交差する鶴舞公園前交差点には、終点の鶴舞公園停留場が存在した。この交差点は市電の交差点でもあり、北東方向から交差点に入る市道葵町線および西へ抜ける大須通には公園線が通る。さらに空港線上にも、高岳延長線から引き継ぐ形で南へ伸びる東郊線が存在した。交差点には公園線と高岳延長線・東郊線が形成する平面交差に加えて東郊線（高辻方面）と公園線西側（上前津方面）を繋ぐ複線の連絡線があった。交差点東側には中央本線鶴舞駅があり、その奥には鶴舞公園が広がる。

## 歴史
1898年（明治31年）、名古屋電気鉄道によって名古屋で最初の路面電車栄町線が広小路通に開通する。以後、同社は路線網を徐々に拡大していくが、中でも栄町線以南の地域では1908年（明治41年）に栄町と熱田駅前を上前津経由で結ぶ熱田線が開通、次いで1910年（明治43年）には栄町線新栄町と熱田線上前津を鶴舞公園前経由で結ぶ公園線が開業した。また1914年（大正3年）には、栄町線東新町から北へ清水口方面へと伸びる高岳線も開通した。
1921年（大正10年）7月29日、名古屋電気鉄道では新栄町3丁目から鶴舞町に至る新設道路における軌道敷設特許を取得した（特許申請は1919年6月7日付）。この区間では、新栄町3丁目の栄町線・高岳線交差地点から大池町6丁目の鶴舞公園前までを繋ぐ幅員11間（20.0メートル）の道路、通称「高岳線」の新設計画が決定されており、
実際に1923年（大正12年）までに道路整備が完了した。道路が敷かれた地域のうち、東瓦町・西瓦町までは江戸時代から町屋があった範囲、その南の東陽町・丸田町・松枝町・大池町などは旧前津小林地区（1896年名古屋市編入）ないし1909年（明治42年）まで御器所村の一部だった範囲にあたる。
道路整備中の1922年（大正11年）8月1日、名古屋電気鉄道市内線を名古屋市が引き継いで名古屋市電が成立する。市営化後、市ではただちに幹線道路整備に関連した軌道を敷設する「第一期軌道建設改良工事」を立ち上げる。東新町停留場と鶴舞公園停留場とを繋ぐ高岳延長線1.552キロメートルの新設もこれに盛り込まれ、1923年（大正12年）9月20日に全線開業をみた。
高岳延長線開業により、高岳線内折返しすなわち東新町 - 大曽根間の運転系統が高岳延長線経由で公園線まで伸ばされ、門前町（後の大須） - 鶴舞公園 - 東新町 - 大曽根間という系統となった。また1925年（大正14年）12月、南の高辻・滝子方面へ伸びる東郊線が鶴舞公園停留場まで延伸されると、高岳線・高岳延長線・東郊線の3路線を直通する大曽根 - 東新町 - 滝子間の運転系統が新設された。前者の公園線直通系統は1928年（昭和3年）3月に鶴舞公園打ち切りとなって消滅するが、後述の#運転系統にあるように高岳線・東郊線との直通運転は戦後も継続されている。
名古屋市電は1950年代後半に路線網・輸送人員ともに最盛期を迎えたが、事業の大幅な赤字化や市営バスの急速な拡大、自動車の普及による交通事情の変化など市電を取り巻く環境が変化したとして、市では1965年度（昭和40年度）から段階的な市電の撤去に着手する。さらに1968年（昭和43年）12月には1973年度（昭和48年度）までに市電を全廃すると決定した。高岳延長線については、一挙に16.5キロメートルがまとめて廃止された1972年（昭和47年）3月1日付の路線廃止にて全線廃線となっている。最終営業日にあたる2月29日には東新町停留場にて「サヨナラ式」が挙行された。

## 停留場
廃線前の段階で、高岳延長線には以下の計5停留場が設置されていた。
| 停留場名                   | キロ程 (km) | 所在地                       | 位置                 |
| -------------------------- | ----------- | ---------------------------- | -------------------- |
| 東新町（ひがししんちょう） | 0.0         | 中区新栄町3丁目              | 東新町交差点付近     |
| 瓦町（かわらまち）         | 0.4         | 中区西瓦町                   | 瓦町交差点付近       |
| 丸田町（まるたまち）       | 0.9         | 中区丸田町1丁目・2丁目       | 丸田町交差点付近     |
| 松枝町（まつがえちょう）   | 1.2         | 中区松枝町2丁目              | 松ヶ枝南交差点北側   |
| 鶴舞公園（つるまこうえん） | 1.5         | 中区松枝町3丁目・大池町7丁目 | 鶴舞公園前交差点付近 |

### 停留場の変遷
- 1923年9月20日 - 路線開通に伴い、瓦町・丸田町を新設（東新町・鶴舞公園は既設）[22]。
- 1939年10月9日 - 松枝町を新設[22]。
- 1943年ごろ - 瓦町・松枝町休止[22]。
- 1950年9月4日 - 瓦町再開[22]。
- 1952年6月10日 - 松枝町再開。
- 1972年3月1日 - 廃線に伴い全停留場廃止[22]。

### 接続路線
- 東新町停留場：市電高岳線（1923 - 1971年）・市電栄町線（1923 - 1967年）
- 丸田町停留場：市電千早線（1930 - 1944年）
- 鶴舞公園停留場：市電公園線（1923 - 1972年）・市電東郊線（1925 - 1972年）、国鉄中央本線（鶴舞駅、1937 - 1972年）

## 運転系統

### 1937年時点
1937年8月時点において高岳延長線で運行されていた運転系統は以下の通り。〔太字〕で示した範囲は線内を走行する区間を指す。
- 浄心前 - 名古屋駅前 - 栄町 -〔東新町 - 鶴舞公園〕- 高辻 - 桜山町 - 市民病院前
- 大曽根 - 赤塚 - 東片端 -〔東新町 - 鶴舞公園〕- 高辻 - 桜山町 - 市民病院前
- 大曽根 - 赤塚 - 東片端 -〔東新町 - 鶴舞公園〕- 高辻 - 堀田駅前

### 1952年時点
1952年3月時点において高岳延長線で運行されていた運転系統は以下の通り。〔太字〕で示した範囲は線内を走行する区間を指す。
- 32号系統：上飯田 - 大曽根 - 赤塚 - 清水口 - 東片端 -〔東新町 - 鶴舞公園〕- 高辻 - 堀田駅前
- 33号系統：〔東新町 - 鶴舞公園〕- 高辻 - 桜山町 - 新瑞橋 - 笠寺西門前
- 34号系統：黒川 - 清水口 - 東片端 -〔東新町 - 鶴舞公園〕- 高辻 - 堀田駅前

### 1961年以降
1961年4月時点において高岳延長線で運行されていた運転系統は以下の通り。〔太字〕で示した範囲は線内を走行する区間を指す。
- 33号系統：〔東新町 - 鶴舞公園〕- 高辻 - 桜山町 - 新瑞橋 - 笠寺西門前 - 港東通
- 34号系統：城北学校前 - 黒川 - 清水口 - 東片端 -〔東新町 - 鶴舞公園〕- 高辻 - 堀田駅前
- 82号系統：上飯田 - 大曽根 - 赤塚 - 清水口 - 東片端 -〔東新町 - 鶴舞公園〕- 高辻 - 堀田駅前

市電路線網の縮小が始まると、まず1967年（昭和42年）2月1日付で上飯田 - 堀田駅前間の82号系統が廃止され、城北学校前 - 堀田駅前間の34号系統も黒川 - 堀田駅前間へと短縮された。34号系統については、1971年（昭和46年）4月1日付の東新町以北廃線に伴い東新町 - 堀田駅前間へとさらに短縮されている。33号系統は東新町 - 港東通間のまま残存し、34号系統とともに1972年3月1日の高岳延長線廃線まで運行が続いた。

## 利用動向

### 1959年調査
1959年（昭和34年）6月11日木曜日に実施された市電全線の利用動向調査によると、高岳延長線内5停留場の方向別乗車人員・降車人員ならびに停留場間の通過人員は下表の通りであった。
| 停留場名 | 乗車人員 | 乗車人員 | 乗車人員 | 降車人員 | 降車人員 | 降車人員 | 停留場間通過人員 | 停留場間通過人員 |
| 停留場名 | ▼南行    | ▲北行    | 合計     | ▼南行    | ▲北行    | 合計     | ▼南行            | ▲北行            |
| -------- | -------- | -------- | -------- | -------- | -------- | -------- | ---------------- | ---------------- |
| 東新町   | 6,019    | 終点     | (22,937) | 起点     | 6,417    | (23,236) | 12,489           | 12,430           |
| 瓦町     | 539      | 447      | 986      | 471      | 579      | 1,050    | 12,489           | 12,430           |
| 瓦町     | 539      | 447      | 986      | 471      | 579      | 1,050    | 12,557           | 12,562           |
| 丸田町   | 859      | 835      | 1,694    | 800      | 840      | 1,640    | 12,557           | 12,562           |
| 丸田町   | 859      | 835      | 1,694    | 800      | 840      | 1,640    | 12,616           | 12,567           |
| 松枝町   | 413      | 783      | 1,196    | 791      | 426      | 1,217    | 12,616           | 12,567           |
| 松枝町   | 413      | 783      | 1,196    | 791      | 426      | 1,217    | 12,238           | 12,210           |
| 鶴舞公園 | 終点     | 2,263    | (14,527) | 1,424    | 起点     | (13,467) | 12,238           | 12,210           |

- 備考
  - 東新町・鶴舞公園の乗車人員・降車人員合計値は他線区の数値を含む。
  - 東新町をまたいで高岳線（高岳町以遠）と直通する乗客は、南行6,470人・北行6,013人。
  - 鶴舞公園をまたいで東郊線（東郊通一丁目以遠）と直通する乗客は、南行10,814人・北行9,947人。

### 1966年調査
1966年（昭和41年）11月8日火曜日に実施された市電全線の利用動向調査によると、高岳延長線内5停留場の方向別乗車人員・降車人員ならびに停留場間の通過人員は下表の通りであった。
| 停留場名 | 乗車人員 | 乗車人員 | 乗車人員 | 降車人員 | 降車人員 | 降車人員 | 停留場間通過人員 | 停留場間通過人員 |
| 停留場名 | ▼南行    | ▲北行    | 合計     | ▼南行    | ▲北行    | 合計     | ▼南行            | ▲北行            |
| -------- | -------- | -------- | -------- | -------- | -------- | -------- | ---------------- | ---------------- |
| 東新町   | 2,997    | 終点     | (10,717) | 起点     | 2,995    | (10,665) | 7,892            | 7,362            |
| 瓦町     | 453      | 300      | 753      | 346      | 439      | 785      | 7,892            | 7,362            |
| 瓦町     | 453      | 300      | 753      | 346      | 439      | 785      | 7,999            | 7,501            |
| 丸田町   | 534      | 581      | 1,115    | 588      | 540      | 1,128    | 7,999            | 7,501            |
| 丸田町   | 534      | 581      | 1,115    | 588      | 540      | 1,128    | 7,945            | 7,460            |
| 松枝町   | 189      | 484      | 673      | 476      | 211      | 687      | 7,945            | 7,460            |
| 松枝町   | 189      | 484      | 673      | 476      | 211      | 687      | 7,658            | 7,187            |
| 鶴舞公園 | 終点     | 1,439    | (9,052)  | 1,076    | 起点     | (8,557)  | 7,658            | 7,187            |

- 備考
  - 東新町・鶴舞公園の乗車人員・降車人員合計値は他線区の数値を含む。
  - 東新町をまたいで高岳線（高岳町以遠）と直通する乗客は、南行4,895人・北行4,367人。
  - 鶴舞公園をまたいで東郊線（東郊通一丁目以遠）と直通する乗客は、南行6,582人・北行5,748人。